# Bones (raper)
Elmo Kennedy O’Connor (ur. 11 stycznia 1994), znany jako Bones, Th@ Kid, Ricky a Go Go – amerykański raper i wokalista pochodzący z Howell, Michigan. Jest również jednym z twórców i członkiem kolektywu rapowego TeamSESH. Występuje również w duecie z artystą Greaf tworząc kolektyw OREGONTRAIL.
O'Connor jest powszechnie uważany za jednego z najbardziej wpływowych artystów undergroundowej sceny hip-hopowej. Od 2010 roku O'Connor wydał obszerną dyskografię i zdobył rzeszę fanów. Do 2019 roku wydał ponad 80 albumów, mixtape'ów i EP'ek pod kilkoma pseudonimami.

## Wczesne życie
Elmo Kennedy O'Connor urodził się w Marin County w Kalifornii. Jego matka projektowała ubrania, a ojciec był projektantem stron internetowych. Jego dziadkiem ze strony matki był aktor Robert Culp. Jego rodzina mieszkała w Muir Beach w Kalifornii, zanim przeniosła się do Nowego Jorku. Kiedy O'Connor miał siedem lat, jego rodzina przeniosła się do Howell w stanie Michigan. O'Connor również mieszkał w Minnesocie przez dwa lata, gdy miał trzynaście lat. Mniej więcej w tym czasie poznał w sieci innych artystów takich jak Xavier Wulf, Chris Travis i Eddy Baker. Wszyscy czterej artyści połączyli się później, tworząc kolektyw Seshollowaterboyz.
Kiedy miał 16 lat, porzucił szkołę Howell High School i przeniósł się do Los Angeles, gdzie mieszkał już jego brat i obecny menedżer, Elliott. Pomimo odejścia od rodziców w młodym wieku, O'Connor mówi o nich pozytywnie, stwierdzając: „Gdybym próbował napisać książkę o tym, „jacy byliby rodzice marzeń”, nie mógłbym nawet zrobić nic lepszego niż oni. Wszystko, co robią, to obsypują mnie miłością. Bezwarunkowa miłość, na zawsze”. O'Connor opisuje Howell jako „przyziemne miejsce”, w którym mieszkańcy „rodzą się i umierają” nazywając je również „jednym z najbardziej rasistowskich miast w Michigan”.

## Styl muzyczny i inspiracje
Chociaż O'Connor jest często uważany za jednego z pionierów podgatunku emo rapu, raper przyznał, że nie posiada określonego gatunku muzycznego. Jego muzyka jest również charakteryzowana jako cloud rap, eksperymentalny hip-hop i shadow rap. Wcześniejsza muzyka O'Connora jest o wiele bardziej futurystyczna (często jest porównywana do muzyki SpaceGhostPurrp'a), niż jego obecna muzyka, która prezentuje style produkcji i wokalne, od rapu i śpiewu do krzyku. Śpiew O'Connora został porównany do stylu grunge i emo, podczas gdy jego rap porównano do podgatunków, takich jak horrorcore i emo hip-hop. Uważany jest również za pioniera trap metalu.
O'Connor rzadko mówi o swoich muzycznych inspiracjach, chociaż podczas wywiadów wspomniał o Marvin Gaye, Earth Wind and Fire, Bootsy Collins, Stevie Nicks i Joni Mitchell.
Przez lata swojej muzycznej kariery Bones pomógł undergroundowemu hip-hopowi rozwinąć się w nowe style i został uznany za „jednego z najbardziej wpływowych artystów undergroundowych ery internetu”.

## Życie prywatne
Raper mieszka w Glendale w Kalifornii ze swoją żoną Samanthą Strysko, którą poznał w Disneylandzie. W marcu 2019 roku O'Connor ogłosił na platformie Instagram, że on i Strysko spodziewają się pierwszego dziecka. 19 sierpnia 2019 r. Urodziło się dziecko i otrzymało imię Howl Timothy O'Connor.

## Dyskografia

### Jako: Bones[2]

#### EP'ki
- Caves
- SeaBeds
- SoThereWeStood
- YouShouldHaveSeenYourFace
- HateToBreakItToYou
- Frayed
- Slán
- NetworkUnknown
- PermanentFrown
- Champion

#### Mixtape'y
- WhiteRapper
- TypicalRapShit
- BLVCKNWHITE
- Bones
- LivingLegend
- Saturn
- Teenager
- ダサい
- Creep
- Scumbag
- Cracker
- PaidProgramming
- UndergroundGods
- DeadBoy
- TeenWitch
- Garbage
- Skinny
- Rotten
- SongsThatRemindYouOfHome
- Powder
- Banshee
- HermitOfEastGrandRiver
- Useless
- PaidProgramming2
- GoodForNothing
- SoftwareUpdate1.0
- Disgrace
- Unrendered
- NoRedeemingQualities
- Failure
- Carcass (СКЕЛЕТ)
- Augmented
- LivingSucks
- TheManInTheRadiator
- SparrowsCreek
- UnderTheWillowTree
- KickingTheBucket
- IFeelLikeDirt
- OFFLINE
- Brace
- DamagedGoods
- REMAINS
- FromBeyondTheGrave
- BURDEN
- PushingUpDaisies
- InLovingMemory
- ForbiddenImage
- SCRAPS
- WITHERED
- AmericanSweetheart
- DreamCard
- 2MillionBlunts
- TheWitch&TheWizard
- JonesPeak
- BasketCase
- .ZIP
- ModernArchitecture
- CADAVER
- SoftwareUpdate2.0

### Jako: Ricky a Go Go[16]

#### Single
- The Whisper of Sweet Nothings
- On the Run
- You Are My Everything
- Every Night
- Stranger
- YouKnowIWantYou (z: Bones)
- DeathTrain (z: Bones)

Mixtape'y

- PleasureUltimate

### Jako: surrenderdorothy[17]

#### EP'ki
- weneveraskedforthis
- nobodywantsme
- itstheleastwecando
- itsthethoughtthatcounts
- itsdifferentnow
- thishouseisnotahome

#### Mixtape'y
- breathingexercise
- justwhatthedoctorordered
- julyrent

#### Single
- humanforaday
- ItAllComesTogetherInTheFinalAct (z: Bones)
- sittinginthecar
- noplacelikehome
- sometimes,idontunderstand
- LikeTheBackOfMyHand
- CaughtBetweenTheSeats (z: OREGONTRAIL)
- whatgreateyesyouhave
- dropeverything

### Jako: OREGONTRAIL z artystą GREAF[4]

#### Single
- GOODBYE FOR NOW
- IF ALL ELSE FAILS
- WE HAVE BEEN KEEPING QUITE BUSY
- I ADMIT, IT HAS NOT BEEN EASY
- TILL THE WHITES OF MY EYES DRY OUT
- WE FOUGHT THE GOOD FIGHT
- FORD THE RIVER
- SECOND HAND PAIN

### Jako: Th@ Kid[18]

#### EP'ki
- Attaboy
- Dreamcatcher
- Midnight: 12 AM

#### Mixtape'y
- ADayAtTheGetty
- YoungDumbFuck
- 1MillionBlunts

#### Kompilacje
- Marble

#### Single
- Slaughta (z: Yung Gutted)